# Herminia nemoralis
Herminia nemoralis är en fjärilsart som beskrevs av Fabricius 1775. Herminia nemoralis ingår i släktet Herminia och familjen nattflyn. Inga underarter finns listade i Catalogue of Life.